# Нимгин, Артур
Артур Нимгин (род 21 июля 1856, Товмач — 21 ноября 1933, Станиславов) — бургомистр Станиславова более 23 лет с 1896 по 1919 год.

## Биография
Родился 21 июля 1856 года в городе Товмаче. Происходил из богатой еврейской семьи местных врачей. Поступил в Станиславскую гимназию, а затем начал изучать право во Львовском и Венском университетах. После окончания учёбы адвокатскую практику проходил в Станиславове. Активно участвовал в польской общественно-политической жизни края.
Политическую деятельность Артур Нимгин начал в 1888 году, когда был избран в городской совет Станиславова. Именно в ней началась его стремительная карьера, в 1890 он был избран асессором, а 15 декабря 1894 - уже вице-бургомистром. Именно в этом году у бургомистра Станиславова Валерия Шидловского проявились признаки тяжелой болезни, а его обязанности фактически исполнял два года Артур Нимгин. В марте 1896 г. состоялись выборы нового бургомистра Станиславова, по тогдашним законам его выбирали члены городского совета. В возрасте 40 лет Артур Нимгин становится бургомистром Станиславова.

## Личная жизнь
10 января 1904 года женился на Виктории Ташманн из Львова. У супругов был сын Роман, который в межвоенный период работал чиновником Генеральной прокуратуры в Варшаве.